# Melanargia arceti
Melanargia arceti är en fjärilsart som beskrevs av Lefebvre 1832-1834. Melanargia arceti ingår i släktet Melanargia och familjen praktfjärilar. Inga underarter finns listade i Catalogue of Life.